# 田嶋恩
田嶋 恩（たじま めぐみ、1900年（明治33年）10月12日 - 1985年（昭和60年）4月23日）は、日本の実業家。東京測器（現・日本ファイリング）株式会社社長。小竹商店、湘南軌道各取締役。

## 人物
田嶋勝次郎の四男として豊島区に生まれる。祖父の宇太郎は加賀国出身で、江戸に出て東本願寺の寺侍となった。早稲田工手学校（現・早稲田大学芸術学校）を卒業。その後、東京建鉄技師、大東工業副社長、日本鋼鉄家具常務、京浜鋼鉄工業社長、清水建材興行取締役を歴任。1939年（昭和14年）12月23日、東京測器（現・日本ファイリング）株式会社を設立し、同社社長に就任。1961年（昭和36年）紫綬褒章を受け、1970年（昭和45年）11月勲四等に叙せられた。

## 家族
- 兄・壹号(いちごう)（日本遮光社長、東京建鉄取締役社長、勲八等）[4]
- 姉・しげ（佐和正の五男・秀桂の妻）[5]
- 妻・智恵（日本女子商業学校卒）
- 長男・遠平（日本ファイリング元会長）
- 次男・譲二（日本ファイリング元会長）
- 長女・佳惠
  - 植竹春彦（元郵政大臣）の長男・英雄（帝国造林会長）の妻[6][7]。

- 次女・紗智

- 三女・美惠
  - 芙蓉総合リース代表社長の伊藤新造の妻[8]。
- 孫・譲太郎（日本ファイリング社長）
  - 次男・譲二の長男。
- 孫・いとうあさこ（タレント） 三女・美惠の長女。